# Rio Cioara (Râul Lung)
O Rio Cioara é um rio da Romênia, afluente do Râul Lung, localizado no distrito de Caraş-Severin.